# Friedrich Fellenberg (Lebensreformer)
Friedrich Fellenberg, auch Fellenberg-Egli (* 11. Oktober 1867; † 9. Juni 1952) war ein deutsch-schweizerischer Lebensreformer.

## Leben
Friedrich Fellenberg wuchs als Sohn von Albert Fellenberg (1838–1913) und Mina geb. Stender († 1915) in Opladen (Landkreis Solingen) auf.
In jungen Jahren brustleidend soll es Fellenberg gelungen sein, durch Befolgung der Lehren des Naturarztes Heinrich Lahmann seine Gesundheit wiederherzustellen. In der Folge gab er seine Stelle bei einer Versicherungsgesellschaft auf und war bei Sebastian Kneipp in Wörishofen und bei Lahmann in Dresden tätig.
1892 gründete Fellenberg in Zürich das vegetarische Restaurant Pomona, das er gemeinsam mit seiner Schwester führte. Zudem war er Mitbegründer der 1893 gegründeten Obstbaugenossenschaft Heimgarten in Bülach. 1895 verheiratete er sich mit Louise Egli aus Hittnau. Dem Paar wurden in Erlenbach die Kinder Friedrich Wilhelm Adolf (1899) und Waltraut Dorothea Anna (1908) geboren.
1898 gründete er in Erlenbach Fellenbergs Naturheilanstalt. Im selben Jahr wurde er Vizepräsident des Naturheilvereins Zürich, nachdem er zuvor bereits Quästor des Vereins gewesen war. 1906 wurde er 1. Vorsitzender der neu gegründeten «Vegetarischen Gesellschaft Zürich».
Nach der Schliessung seiner Naturheilanstalt eröffnete er in Zürich ein Heilbad (Herbazidbad) an der Selnaustrasse 3.
Fellenberg veröffentlichte verschiedene Schriften und gab 1901/1902 die Monatsschrift Heimatsklänge als Monatsschrift für Vegetarisch-soziale Gesundheitspflege auf christlicher Grundlage heraus (seit der Nr. 2 Monatsschrift für Vegetarisch-soziale Gesundheitspflege), bei der er auch für einen Grossteil der Beiträge verantwortlich zeichnete.
Franz Kafka, der im September 1911 Gast seines Erlenbacher Sanatoriums war, nennt Fellenberg im Zuge seiner Äusserungen zur Physiognomik.

## Veröffentlichungen (Auswahl)
- Die Heilung von Krankheiten durch elektro-galvanische Schwachströme, Stuttgart 1925.
- Die Kolonie Heimgarten. Entstehungsgeschichte, Werdegang und Gründe für den Verfall. Berlin 1908.
- Blutarmut, Bleichsucht und Fettleibigkeit. Erlenbach 1902.
- Die gebräuchlichsten Anwendungen des Naturheilverfahrens für den Hausgebrauch. Vortrag. 1902.
- Das goldene Zeitalter. 1902.
- Licht-, Luft- und Sonnenbäder. Erlenbach 1901.